# Бричкин, Александр Васильевич
Александр Васильевич Бричкин (2 ноября 1900, с. Михайлово, Рязанская губерния, Российская империя — 5 февраля 1971, Алма-Ата, Казахская ССР, СССР) — советский учёный, доктор технических наук (1940), профессор (1940), член-корреспондент Академии наук Казахской ССР (1946).

## Биография
Родился 2 ноября 1900 года в селе Михайлово в семье рабочего железнодорожника.
В 1915 году, после окончания трехклассного сельского училища, поступил на вечерние педагогические курсы, которые окончил в 1917 году.
В августе 1917 года вступил в Красную армию и принимал участие на различных фронтах Гражданской войны. В январе 1918 года вступил в партию РСДРП.
В начале 1920 года был направлен в политотдел Ферганской дивизии, а затем в составе трудовой армии на копи Кизил-Кия помощником начальника горного отдела. В конце года направлен на обучение в Томский технологический институт, который окончил в 1924 году, после чего работал на рудниках Урала и Кривого Рога. Преподавал в Криворожском вечернем рабочем техникуме.
В 1930 году в составе группы специалистов направлен в научную командировку за границу (Германия, Франция, США). Итогом командировки стал ряд статей, а также монография «Методы разработки железных руд в США».
В 1931 года организовал, а потом в течение 6 лет возглавлял в Ленинграде Государственный институт по проектированию предприятий горнорудной промышленности. Одновременно занимался научной работой и преподавал в Институте горного дела в  Ленинграде. В 1937 году учёный совет Ленинградского горного института на основании большого числа научных работ присвоил А. В. Бричкину учёную степень кандидата технических наук. В 1940 году он защитил в том же учёном совете диссертацию «Показатели интенсивности при разработке рудных месторождений» и получил звание доктора технических наук. В это же время ему присвоено звание профессора.
В 1941 году переведён в Москву на должность заместителя начальника технического управления Наркомата промышленности строительных материалов и одновременно на должность профессора Московского института цветных металлов и золота им. М. И. Калинина, но с началом войны вуз был эвакуирован в Алма-Ату.
В КазССР в г.Алма-Ате проработал до конца своих дней в двух институтах -  Казахском горно-металлургическом институте (КазГМИ) в качестве  заведующего кафедрой «Разработки рудных месторождений» (1941-1963), заведующего кафедрой «Разрушение горных пород и проведение выработок» (1963-1971), заведующего «Проблемной лабораторией новых физических методов разрушения» (1962-1971), заведующего «Отраслевой лабораторией комплексной механизации взрывных работ» (1963-1971), заведующего «Лабораторией разработки технологии буровзрывных работ при отработке уступов высотой 15-20 метров» (1969-1971)  и в институте Горного дела АН КазССР, где он проработал с  1945 года в качестве заместителя директора по научной части, а с 1947 года -  старшим научным сотрудником.
Умер 5 февраля 1971 года в Алма-Ате, похоронен на Центральном кладбище города.

## Научная деятельность
Основные научные труды посвящены термическому бурению скважин, термической и плазменной резке и обработке твердых каменных пород и железобетонных изделий. Автор более 100 изобретений и свыше 460 печатных научных работ.
А. В. Бричкин впервые в Союзе разработал методы орошения и заиливания пожаров в шахтах. Впервые выдвинул проблему оздоровления труда горнорабочих и борьбы с силикозом. Впервые в СССР выдвинул идею использования струй малогабаритных реактивных горелок для разрушения горных пород и искусственных материалов (бетон, железобетон, шлаки и т.п.).  В проблемной лаборатории профессор А.В.Бричкин  работал над новой перспективной проблемой – использование новых физических методов разрушения горных пород, такие как термобурение, плазма, электрогидравлический эффект, применение механических волн высокой частоты и др. Появились конструкции специальных термоинструментов широкого профиля - для бурения, резания и обработки поверхности крепких горных пород. Профессором А.В.Бричкиным был разработан  целый ряд новых приборов с  использованием электродугового разряда - плазмобуров и плазматронов. Большое внимание уделял исследованиям в области разрушения горных пород взрывом и комплексной механизации взрывных работ.   
Монографии:
- Природа подземных пожаров и методы борьбы с ними" (1931)
- «Справочная книга по разработке рудных месторождений» (1935)
- «Термическое бурение горных пород» (1958),
- «Термическое бурение шпуров и скважин» (1959)
- «Геология и горное дело» (1964)
- «Новые физические методы разрушения минеральных сред» (1970)

В соавторстве:
- Термическое бурение горных пород. — Куйбышев, 1958 (соавт.);
- Разработка месторождении небольшими карьерами. — М., 1961 (соавт.);
- Направленное разрушение искусственных минеральных сред огнеструнными горелками. — А.-А., 1973 (соавт.).

## Награды
- Награжден орденом «Знак почета», орденом «Красной Звезды», медалью «За доблестный труд в Великой Отечественной войне 1941—1945 гг.».
- Заслуженный деятель науки и техники Казахской ССР (1945)